# Подлипска, София
София Подлипска (15 мая 1833, Прага — 17 декабря 1897, там же) — австро-венгерская чешская писательница, редактор, журналистка и переводчица

, младшая сестра известной романистки Каролины Светлой.

## Биография
Вместе со своей сестрой воспитывалась в богатой семье в Праге в стороне от патриотического движения тех лет. Занималась литературной работой, участвовала в деятельности женских ассоциаций (в «Минерве», Обществе защиты брошенных и забытых девочек при Американском дамском клубе), в 1858 году вышла замуж за врача Йозефа Подлпипского. В 1867 году овдовела и стала ещё более активной в общественной жизни. Дружила с Боженой Немцовой и Ярославом Врклицким который стал мужем её дочери Людмилы.
Сотрудничала в журналах «Osvěta», «Světozor», «Květy», «Rodinná kronika», «Zlatá Praha». Редактировала издание «Женская библиотека» и её альманах «Souzvuk». Написала ряд исторических романов (в основном по чешской истории, о пробуждении национального самосознания у представителей знати), драм, рассказов, сказок и басен для детей младшего и среднего возраста, произведения социальной направленности, в которых поднимала проблемы сиротства и низкого социального статуса женщин. Переводила с французского языка произведения Жорж Санд. Главные её произведения: «Osud a nadání» (1872), «Peregrinus» (1882, имеет автобиографическое значение), «Jaroslav Sternberk», «Láska a nenávist», «Žiti nebo nežíti», «Pravo lasky», «Pozemský prach», «Přemysl Otokar II», «Mír» (1898) и около 70 рассказов. 
Согласно ЭСБЕ, «в её произведениях заметна смена литературных влияний, начиная с сентиментализма в духе Бернардена де С.-Пьерра и кончая реалистическим социализмом. Драмы Подлипской почти не имеют значения». Собрание сочинений Подлпиской вышло в 1874—1886 годах.